# Carolina Beurling
Carolina Beata Börling eller Beurling, född Birgersson 1793, död 1858, var en svensk kryddhandlare. Hon var under 1800-talet rikskänd i Sverige som den processande enkan Börling. 

## Biografi
Dotter till kryddkramhandlaren Gustaf Erik Birgersson i Uppsala, och gifte sig med en f. d. handlande eller handelsbetjent i Stockholm. 
Hon var verksam som kryddkramhandlare. Som änka gjorde hon sig känd i hela landet med sina ständiga processer i domstolarna. Hon fick namnet "den processande enkan Börling" och omnämndes ofta i tidningarna: "tidningar gjorde sig deröfver lustiga och allmänheten skrattade". Hon gjorde konkurs 1849–1851. 
Hennes skrifter Fru Beurlings, f. Birgersson, klagomål (1846) och Till Stockholms stads justitie-kollegium och förmyndare-kammare (1848) har blivit publicerade.